# Músculo peroneo corto
El músculo peroneo lateral corto está situado en la porción externa de la pierna, por debajo de la rodilla, es de forma alargada y se inserta en su parte superior en la región media e inferior de la cara externa del peroné, pasa por detrás del maleolo externo del tobillo y finaliza en la porción externa de la base del 5.º metatarsiano. Cuando se contrae, provoca la abducción y rotación externa del pie.